# Нова зора (партия)
„Нова зора“ е българска политическа партия, твърдяща, че работи за изграждане на социална държава, регистрирана през март 2006 г. в град София от Румен Воденичаров, пенсионираният локомотивен машинист Минчо Минчев, проф. Евгени Гиндев и някои леви интелектуалци.

## История
Партията разполага с вестник – седмичника Нова зора. През месец май 2009 г. партията е проверена от ДАНС по жалба на партия ГЕРБ относно финансирането на разобличителните клипове, насочени против Бойко Борисов, със съмнение, че кампанията им е финансирана от БСП. През 2009 г. влиза в Коалиция за България и има един представител в XLII народно събрание (2013 – 2014), който подкрепя управляващата коалиция на БСП и ДПС. В следващите народни събрания няма представител.

## Избори
На изборите през 2005 г. е част от Национално обединение „Атака“, но е изгонена от него заради опитите да го накара да подкрепи коалицията между БСП и ДПС. Участва в изборите през 2009, 2013, 2014 и 2017 като част от Коалиция за България и БСП-Лява България, доминирана от БСП. Не разполага с нито един самостоятелно избран кмет или общински съветник.